# リッチランド郡区 (アイオワ州アデア郡)
リッチランド郡区（英語：Richland Township）は、アメリカ合衆国アイオワ州アデア郡にある17の郡区の一つである。2000年の国勢調査では人口217人。

## 地理
リッチランド郡区の面積は92.4平方キロメートル（35.67平方マイル）で、郡区内に基礎自治体はない。アメリカ地質調査所によると、この郡区には3つの墓地がある（Penn Avenue、Pleasant Grove、およびUnion）。